# Refowanie

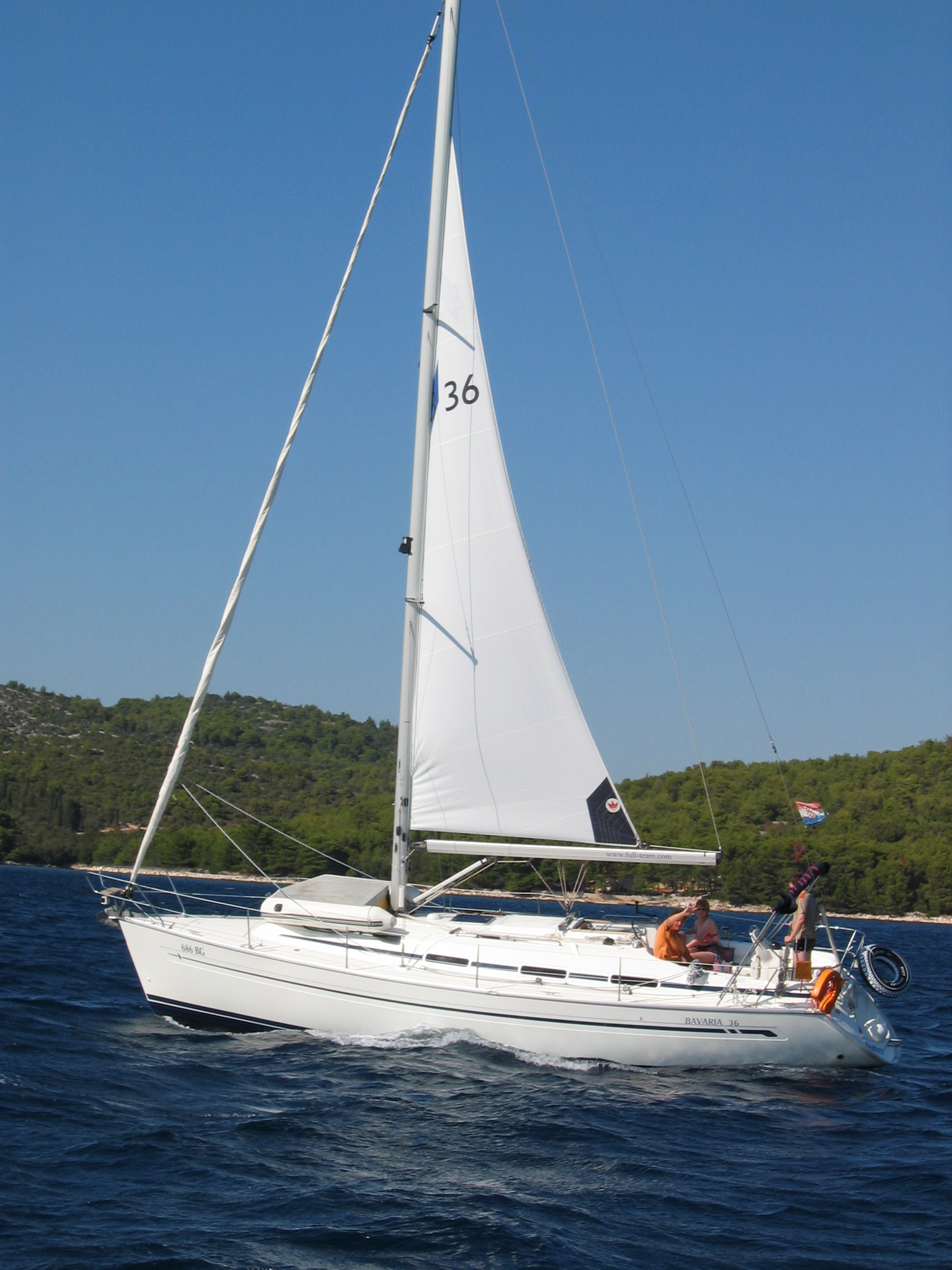
Zarefowany grot na jachcie Bavaria 36.

Refowanie – zmniejszanie powierzchni ożaglowania stosowane podczas żeglugi w trudnych warunkach wiatrowych w celu zmniejszenia siły aerodynamicznej wytwarzanej na żaglach, obniżenia środka ożaglowania, zmniejszenia przechyłu, a także wywołania nawietrzności lub zawietrzności.
Stosuje się różne rozwiązania służące do refowania (refpatenty) np.: 
- Nadmiar żagla jest składany i mocowany do bomu refsejzingami.
- Żagiel jest częściowo nawijany na bom. Wymagany do tego jest bom obracający się wokół własnej osi oraz zamocowanie szotów na noku, lub szotringu.
- Żagiel jest zwijany do wnętrza bomu, lub masztu (tzw. roler).
- Żagle mocowane na sztagach refuje się poprzez zawinięcie ich wokół sztagu najczęściej za pomocą rolfoka lub sztywnego sztagu.

Nierefowanie żagli przy silnych wiatrach jest nazywane forsowaniem żaglami.